# Breslauer Weizenbier-Brauerei
Breslauer Weizenbier-Brauerei war der Name unterschiedlicher Brauereien, die sich vorrangig auf die Produktion der Biersorte Breslauer Schöps sowie Malzbiere „Breslauer Art“ spezialisiert hatten. Allein in Berlin gab es zum Ende des 19. Jahrhunderts mindestens vier derartige Brauereien.
- Breslauer Weizenbier-Brauerei (Engelhardt), eine Brauerei in der Berliner Chausseestraße, die von 1880 bis 1903 existierte und aus der sich der Engelhardt-Brauerei-Konzern entwickelte.
- Breslauer Weizenbier-Brauerei (Berliner), eine Brauerei in der Berliner Brunnenstraße, die von 1870 bis 1918 existierte.
- Breslauer Weizenbier-Brauerei Nord-Ost in der Brendickestraße 6, ursprünglich Fliederstraße. Das Unternehmen wurde 1887 von Th. Seiffert gegründet und bestand in dieser Form bis 1897. Am Standort wurde danach noch bis 1920 die Brauerei Nord-Ost betrieben.
- Breslauer Weizenbier-Brauerei A. Werm in der Zionskirchstraße 38–39. Die Brauerei von August Werm existierte an diesem Standort ab 1879 und wurde 1910 von der Löwenbrauerei AG übernommen.